# Pindad SS3
Pindad SS3 je automatska puška bullpup dizajna koju je razvila indonezijska vojna industrija PT Pindad. SS3 je nasljednik modela SS2 a njegovo ime je akronim indonezijskog naziva Senapan Serbu 3 (hrv. Automatska puška 3). Razvijen je tek konačni prototip Pindada SS3 te oružje još nije uvedeno u uporabu vojnih i policijskih snaga Indonezije.
Puška koristi streljivo kalibra 5.56x45mm NATO.

## Vidjeti također
- Pindad SS1
- Pindad SS2
- Pindad SS4

## Vanjske poveznice
- Defense-studies.blogspot.com
- Antasari.net  Arhivirana inačica izvorne stranice od 24. ožujka 2012. (Wayback Machine)
- Portaliyation.com  Arhivirana inačica izvorne stranice od 24. ožujka 2012. (Wayback Machine)
- All Military.com